# Enhydra reevei
Enhydra reevei — вимерлий вид видр (Lutra). Скам'янілості представляють четвертинний період Великої Британії (1: колекція), пліоцен-плейстоцен Сполученого Королівства (1).